# Холидеј (Флорида)
Холидеј (енгл. Holiday) насељено је место без административног статуса у америчкој савезној држави Флорида.

## Демографија
По попису из 2010. године број становника је 22.403, што је 499 (2,3%) становника више него 2000. године.
| Група             | 2000.          | 2010.          |
| Белци             | 20.227 (92,3%) | 18.523 (82,7%) |
| Афроамериканци    | 309 (1,4%)     | 921 (4,1%)     |
| Азијати           | 198 (0,9%)     | 310 (1,4%)     |
| Хиспаноамериканци | 883 (4,0%)     | 2.241 (10,0%)  |
| Укупно            | 21.904         | 22.403         |